# Ara Chatschatrjan
Ara Chatschatrjan (armenisch Արա Խաչատրյան; * 13. September 1982 in Gjumri) ist ein armenischer Gewichtheber.

## Karriere
Ara Chatschatrjan nahm an den Olympischen Sommerspielen 2008 teil, wobei er den siebten Platz in der Gewichtsklasse bis 77 kg mit einer Gesamtleistung von 353 kg nach nur zwei gültigen Versuchen belegte.
Er gewann die Bronzemedaille bei der Weltmeisterschaft 2006 in der Kategorie bis 77 kg mit einer Gesamtleistung von 357 kg. Bei den Europameisterschaften holte Chatschatrjan zwei Silbermedaillen 2007 mit 361 kg und 2008 wiederum mit 361 kg.